# Тикменов, Василий Николаевич
Василий Николаевич Тикменов — учёный в области информационно-управляющих систем, доктор технических наук, лауреат Государственной премии СССР.

## Биография
Родился 6 октября 1950 года в поселке Ильич Пахтааральского района Сырдарьинской области. В 1973 году с отличием окончил МИЭТ по специальности «Электронно-вычислительные машины». Работал в отраслевой лаборатории вычислительных средств и систем управления при кафедре «Вычислительная техника» МИЭТ, участвовал в создании цифровых вычислительных систем управления перспективных комплексов вооружения.
Окончил факультет переподготовки и повышения квалификации Военной академии Генерального штаба ВС РФ по программе «Оборона и обеспечение безопасности Российской Федерации».
Работает в области создания систем управления вооружениями, с 1993 года возглавляет НТЦ «Элинс». В 2004 году защитил докторскую диссертацию по специальности «Военная электроника, аппаратура комплексов военного назначения». Руководил созданием ряда защищенных носимых ЭВМ серии
«Багет», бортовых ЭВМ и управляющих вычислительных систем и специализированных устройств для: подвижного грунтового ракетного комплекса «Тополь-М», зенитных ракетных комплексов «Фаворит-С», «Бук-М1-2», «Печора-2М», «Печора-2А», зенитных комплексов «Панцирь-С1», «Тунгуска-М1», «Каштан», «Тор»,«Багульник», «Шилка», «Игла-С»,ЗУ-23М, крылатых ракет Х-555, Х-101, противотанковых ракетных комплексов «Метис-М1», средств связи самолётов СУ-30МКИ, СУ-27, СУ-34, комплексов управления высокоточным оружием «Малахит», переносных и мобильных радиолокационных станций «Кредо-М1», «Фара-ПВ», «Буссоль-П», «Аистенок», «Кредо-1С», «Обзор-ТМ». 
Преподает в МИЭТ, где руководит созданной при его участии кафедрой информационно-управляющих систем.
Основатель и главный редактор научно-технического журнала «Электронные информационные системы»

## Награды и премии
- Премия Правительства Российской Федерации в области науки и техники[5]
- Государственная премия СССР в области науки и техники (1989)[6]
- Премия Ленинского комсомола (1980)[2]
- Премия имени С. И. Мосина (2003)[2]
- Национальная премия «Золотая идея» (2004)[2]
- Золотая медаль имени В. Ф. Уткина (2007)[2]
- Медаль Министерства обороны РФ «За достижения в области развития инновационных технологий» (2014)[7]